# Pares o nones

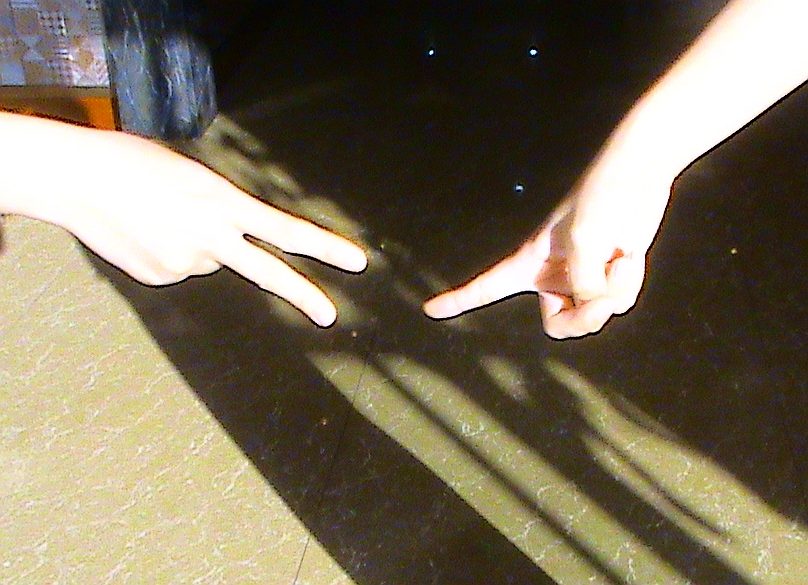
2+1...¡Nones!

Pares o nones es un juego de manos, en el cual la probabilidad es un factor importante. Se juega por dos participantes quienes emplean su mano más ágil para que cada uno de ellos muestre, su dedo índice y su dedo medio (corazón); esto significa que la cuenta total de los dedos será 2, 3 o 4 (1+1=2, 1+2=3, 2+1=3 o 2+2=4), o sea que el resultado de la suma de los dedos de ambos participantes tiene la misma probabilidad de ser un número par que de ser impar.
Antes de jugar, los participantes se ponen de acuerdo de quien intentará pronosticar el resultado final; el mismo contará hasta tres y exclamará su pronóstico, a manera que después de la «cuenta de tres», éste exclama «pares!» o «nones!» simultáneamente cuando los jugadores muestran su(s) dedo(s) sobre la muñeca de su otra mano; es importante que el exclamar el resultado pronosticado no se haga después que los dedos se hayan mostrado:)
El juego de pares o nones puede ser utilizado para hacer una decisión, como en el caso del "volado", pero sin hacer uso de una moneda.

## Variante
Una variante del juego consiste en que uno de los jugadores elige "pares" y el otro "nones". Acontinuación, ambos jugadores muestran a la vez (a la voz de "¡Uno, dos y tres!" típicamente) su mano con ninguno, uno o varios dedos extendidos. Si la suma de ambos es par, ganará el jugador que eligió pares, y viceversa. Puede jugarse a una vez o "al mejor de tres", "el mejor de cinco", etc.
Esta variante tiene un componente estratégico al tratar de prever si el contrincante sacará par o impar, y tratar de mostrar el complemente que te haga ganador, teniendo en cuenta que:
- Par + Par = Par
- Par + Impar = Impar
- Impar + Impar = Par
- Impar + Par = Impar

Conviene acordar a priori si el cero es par o jugada nula, ya que suelen surgir discusiones al respecto.
Comúnmente se juega con solo una mano.